# 692 Hippodamia
692 Hippodamia هو كويكب، يقع ضمن حزام الكويكبات. اكتشف في 5 نوفمبر 1901. وقد اكتشفه ماكس فولف.

## روابط خارجية
- 692 Hippodamia في قاعدة بيانات مختبر الدفع النفاث لأجرام النظام الشمسي الصغيرة

- الاكتشاف · مخطط المدار ·  العناصر المدارية · المعلمات المادية

- 692 Hippodamia على موقع ويكي سكاي: DSS2, SDSS, GALEX, IRAS, Hydrogen α, X-Ray, Astrophoto, Sky Map, Articles and images